# Узунбоџак
Узунбоџак (буг. Узунбоджак) је резерват природе у Бугарској, који се налази у оквиру Унеско програма Човек и биосфера и један је од пет резервата природе који се налазе у оквиру Парка природе Странџа у југоисточном делу Бугарске. Овај резерват природе назива се још и Лопушина.
Узунбоџак је основан 13. децембра 1956. године, а укључен је у Унеско програм Човек и биосфера у марту 1977. године. Резерват се налази на површини од 25.296 km². Све привредне активности забрањене су на територији резервата.

## Географија
Узунбоџак је смештен између села Кости у општини Царево и села Сливарово у Малом Трнову, у долини реке Резово, око 20 km од њеног ушћа. Рељеф резервата је неуједначен, а надморска висина варира између 50 и 300 m.
У парку преовлађује континентална и средоземна клима и има тенденцију да буде блажа, због утицаја Црног мора које се налази у близини резервата.
Просечна месечна температура у зимским месецима не пада испод 0 °C (2-3 °C у јануару). Земља у парку је жуто-пепељасте боје. Кроз Узунбоџак тече река Резово, Каретарски дол и река Лопушиница.
Име се састоји од две речи - "узун", што на турском језику значи дугуљасто и "боџак", односно тихо, наткривено, мирно и удобно.

## Флофа и фауна
У резервату се налази 651 врста и подврста васкуларних биљака. Око 65% шума чини храст, а 30% буква, док су шуме у резервату просечно старе више од 200 година. У реликтне врсте спадају quercus hartwissiana, ловорвишња, 'Rrhododendron ponticum, Daphne pontica, Ilex colchica, Hypericum calycinum, Vaccinium arctostaphylos, Pyrus elaeagrifolia, обична мушмула, Fritillaria pontica, Quercus hartwissiana и многе друге.
Фауна у Узунбоџаку је разнолика. Најчешћи сисари су дивља свиња, дивља мачка, вук, обични шакал, риђа лисица, јазавац, срна и сиви хрчак. Обични рис био је настањен на овој територији све до тридесетих година прошлог века, када је нестао у овом резервату.
Резерват је дом великог броја птица као што су обични мишар, риђи мишар, обични кобац, орао кликташ, водомар, воденкос, дрозд боровњак, поточна плиска, велика стрнадица, обична кукавица, црна рода, више врста сокола, детлића, ласта и многих других птица.
Водоземци и гмизавци у парку укључују обичну крастачу, велику зелену жабу, шумску жабу, зелембаћа, слепића, смукуљу, степског смука, смука, шареног смука, змајура и многе друге врсте.